# Copa de Campeones de la Concacaf 1972
La Copa de Campeones de 1972 fue la octava edición de la Copa de Campeones de la Concacaf, torneo de fútbol a nivel de clubes más importante de Norteamérica, Centroamérica y el Caribe. En la ronda final sólo participaron 3 equipos de 3 países diferentes. El torneo comenzó el 2 de julio de 1972 y culminó el 31 de enero de 1973.
Esta edición está caracterizada por los pocos clubes participantes, pero al final, el campeón fue Olimpia, consagrándose por primera vez en su historia, transformándose así en el primer —y hasta la fecha, el único— club hondureño en lograr un título en la competición. Gracias a ello, disputó la Copa Interamericana 1972 frente a Independiente de Argentina.

## Equipos participantes
En cursiva los equipos debutantes en el torneo.
| País             | Equipo                        |
| ---------------- | ----------------------------- |
| Honduras 2 cupos | CD Olimpia CD Vida            |
| Surinam 2 cupos  | SV Robinhood SV Transvaal     |
| Haití 2 cupos    | Don Bosco FC Etoile Haïtienne |
| México · 1 cupo  | Deportivo Toluca              |

## Zona Norte/Centroamericana

### Primera ronda
| 23 de julio de 1972 | Toluca                       | 3:1 (1:0) | Vida              | Estadio Toluca 70, Toluca de Lerdo |                              |
|                     | Pereda 65' 71' · Morales 44' |           | García 75' (pen.) | Árbitro(s): Toros Kibritjian       | Árbitro(s): Toros Kibritjian |

| 30 de julio de 1972 | Vida | 0:1 (0:1) (Global 1:4) | Toluca      | Estadio Francisco Morazán, San Pedro Sula |                                 |
|                     |      |                        | González 8' | Asistencia: 10,000 espectadores           | Asistencia: 10,000 espectadores |

### Segunda ronda
| 18 de diciembre de 1972 | Toluca | 0:1 (0:1) | Olimpia   | Estadio Nacional, Tegucigalpa                                   |                                                                 |
|                         |        |           | Mejía 32' | Asistencia: 7 000 espectadores Árbitro(s): Juan Ramón Mollinedo | Asistencia: 7 000 espectadores Árbitro(s): Juan Ramón Mollinedo |

| 20 de diciembre de 1972 | Olimpia    | 1:1 (1:0) (Global 2:1) | Toluca    | Estadio Nacional, Tegucigalpa |                              |
|                         | Urquía 40' |                        | Eugui 72' | Árbitro(s): Giovanni Canessa  | Árbitro(s): Giovanni Canessa |

## Zona del Caribe

### Primera ronda
| Equipo Local Ida | Resultado | Equipo Visitante Ida | Ida   | Vuelta |
| ---------------- | --------- | -------------------- | ----- | ------ |
| Transvaal        | 2 - 3     | Robinhood            | 1 - 0 | 1 - 3  |
| Don Bosco        | w/o       | Etoile Haïtienne     | -     | -      |

- Etoile Haïtienne se retiró, Don Bosco califica.

### Segunda ronda
| Equipo Local Ida | Resultado | Equipo Visitante Ida | Ida | Vuelta |
| ---------------- | --------- | -------------------- | --- | ------ |
| Robinhood        | w/o       | Don Bosco            | -   | -      |

- Don Bosco se retiró, Robinhood califica.

## Final

### Ida
| 28 de enero de 1973 | Robinhood | 0:1 (0:0) | Olimpia  | Estadio Francisco Morazán, San Pedro Sula                  |                                                            |
|                     |           |           | Bran 65' | Asistencia: 30 000 espectadores Árbitro(s): Luis Bocaletti | Asistencia: 30 000 espectadores Árbitro(s): Luis Bocaletti |

|            | POR        | Edmond Leillis      |       |
|            | DEF        | Wilfred Siom        |       |
|            | DEF        | Kenneth Blacker     |       |
|            | DEF        | Wenley Olenberg     |       |
|            | DEF        | Nilton Vogeland     |       |
|            | MED        | Delano Waterral     |       |
|            | MED        | Fritz Zebeda        | Salió |
|            | DEL        | Jan Carron          |       |
|            | DEL        | Silrfred Rostemberg | Salió |
|            | DEL        | Rinaldo Entingh     |       |
|            | DEL        | Frank Burtesson     |       |
| Entrenador | Entrenador | Ronald Kolf         |       |

|            | POR        | Samuel Sentini         |       |
|            | DEF        | Selvin Cárcamo         |       |
|            | DEF        | Oscar Banegas          |       |
|            | DEF        | Miguel Ángel Matamoros | Salió |
|            | DEF        | Juan Ventura López     |       |
|            | MED        | Domingo Ferrera        |       |
|            | MED        | Ángel Ramón Paz        |       |
|            | MED        | Rigoberto Gómez        |       |
|            | DEL        | Reynaldo Mejía         | Salió |
|            | DEL        | Jorge Urquía           |       |
|            | DEL        | Jorge Bran             |       |
| Entrenador | Entrenador | Mario Griffin          |       |

|  | MED | Chang Chon         | Entró |
|  | DEL | Venenburg Helsmass | Entró |

|  | DEF | Manuel Williams  | Entró |
|  | DEL | Raúl Suazo Lagos | Entró |

| Anotado | 65' | Jorge Bran | 0:1 |

| Árbitro | Luis Bocaletti |

|            | POR        | Edmond Leillis      |       |
|            | DEF        | Wilfred Siom        |       |
|            | DEF        | Kenneth Blacker     |       |
|            | DEF        | Wenley Olenberg     |       |
|            | DEF        | Nilton Vogeland     |       |
|            | MED        | Delano Waterral     |       |
|            | MED        | Fritz Zebeda        | Salió |
|            | DEL        | Jan Carron          |       |
|            | DEL        | Silrfred Rostemberg | Salió |
|            | DEL        | Rinaldo Entingh     |       |
|            | DEL        | Frank Burtesson     |       |
| Entrenador | Entrenador | Ronald Kolf         |       |

|            | POR        | Samuel Sentini         |       |
|            | DEF        | Selvin Cárcamo         |       |
|            | DEF        | Oscar Banegas          |       |
|            | DEF        | Miguel Ángel Matamoros | Salió |
|            | DEF        | Juan Ventura López     |       |
|            | MED        | Domingo Ferrera        |       |
|            | MED        | Ángel Ramón Paz        |       |
|            | MED        | Rigoberto Gómez        |       |
|            | DEL        | Reynaldo Mejía         | Salió |
|            | DEL        | Jorge Urquía           |       |
|            | DEL        | Jorge Bran             |       |
| Entrenador | Entrenador | Mario Griffin          |       |

|  | MED | Chang Chon         | Entró |
|  | DEL | Venenburg Helsmass | Entró |

|  | DEF | Manuel Williams  | Entró |
|  | DEL | Raúl Suazo Lagos | Entró |

| Anotado | 65' | Jorge Bran | 0:1 |

| Árbitro | Luis Bocaletti |

### Vuelta
| 31 de enero de 1973 | Olimpia | 0:0 (Global 1:0) | Robinhood | Estadio Nacional, Tegucigalpa                                   |  |
|                     |         |                  |           | Asistencia: 20 000 espectadores Árbitro(s): Mario Rubio Vázquez |  |

|            | POR        | Samuel Sentini         |       |
|            | DEF        | Selvin Cárcamo         |       |
|            | DEF        | Oscar Banegas          |       |
|            | DEF        | Miguel Ángel Matamoros |       |
|            | DEF        | Juan Ventura López     |       |
|            | MED        | Domingo Ferrera        |       |
|            | MED        | Ángel Ramón Paz        |       |
|            | DEL        | Rigoberto Gómez        | Salió |
|            | DEL        | Reynaldo Mejía         | Salió |
|            | DEL        | Jorge Urquía           |       |
|            | DEL        | Jorge Bran             |       |
| Entrenador | Entrenador | Mario Griffin          |       |

|            | POR        | Edmond Leillis      |       |
|            | DEF        | Wilfred Siom        |       |
|            | DEF        | Kenneth Blacker     |       |
|            | DEF        | Wenley Olenberg     |       |
|            | DEF        | Nilton Vogeland     |       |
|            | MED        | Delano Waterral     |       |
|            | MED        | Fritz Zebeda        |       |
|            | MED        | Jan Carron          | Salió |
|            | DEL        | Silrfred Rostemberg |       |
|            | DEL        | Rinaldo Entingh     | Salió |
|            | DEL        | Frank Burtesson     |       |
| Entrenador | Entrenador | Ronald Kolf         |       |

|  | DEL | Mario Mairena    | Entró |
|  | DEL | Raúl Suazo Lagos | Entró |

|  | MED | William Joselet    | Entró |
|  | DEL | Venenburg Helsmass | Entró |

| Árbitro | Mario Rubio Vázquez |

|            | POR        | Samuel Sentini         |       |
|            | DEF        | Selvin Cárcamo         |       |
|            | DEF        | Oscar Banegas          |       |
|            | DEF        | Miguel Ángel Matamoros |       |
|            | DEF        | Juan Ventura López     |       |
|            | MED        | Domingo Ferrera        |       |
|            | MED        | Ángel Ramón Paz        |       |
|            | DEL        | Rigoberto Gómez        | Salió |
|            | DEL        | Reynaldo Mejía         | Salió |
|            | DEL        | Jorge Urquía           |       |
|            | DEL        | Jorge Bran             |       |
| Entrenador | Entrenador | Mario Griffin          |       |

|            | POR        | Edmond Leillis      |       |
|            | DEF        | Wilfred Siom        |       |
|            | DEF        | Kenneth Blacker     |       |
|            | DEF        | Wenley Olenberg     |       |
|            | DEF        | Nilton Vogeland     |       |
|            | MED        | Delano Waterral     |       |
|            | MED        | Fritz Zebeda        |       |
|            | MED        | Jan Carron          | Salió |
|            | DEL        | Silrfred Rostemberg |       |
|            | DEL        | Rinaldo Entingh     | Salió |
|            | DEL        | Frank Burtesson     |       |
| Entrenador | Entrenador | Ronald Kolf         |       |

|  | DEL | Mario Mairena    | Entró |
|  | DEL | Raúl Suazo Lagos | Entró |

|  | MED | William Joselet    | Entró |
|  | DEL | Venenburg Helsmass | Entró |

| Árbitro | Mario Rubio Vázquez |

| Olimpia Campeón 1.er título |